# 常源众厅
常源众厅，是位于中国福建省宁德市周宁县礼门乡常源村的一个清代古建筑，2016年入选周宁县第四批文物保护单位。
常源众厅分为上厅和下厅，均建于清朝乾隆四十三年（1778年）。下厅面阔三间8.72米，进深六柱11.4米，高8.72米。上众厅面阔三间7.51米，进深六柱12米，高8.9米。上下众厅建筑风格基本相同，均为穿斗抬梁式减中柱，悬山顶木构架。